# 迈杜语
17-3851 17-3851

迈杜语早期分布(加州细节图)

迈杜语(Maiduan)，也称迈顿语(Maidun)或佩纽蒂安语(Pujunan)是美国加利福尼亚州东北部的一种濒危小语种。

## 语族分类
迈杜语包括4种语言:
1. Maidu(又名正宗迈杜语、东北迈杜语、山地迈杜语)
2. Chico †(奇科语,又名河谷迈杜语)
3. Konkow(又名西北迈杜语)
4. Nisenan(又名南方迈杜语)

该类语言有相似的音韵(即发音)，但语法差异较大。各种迈杜语之间并不相通，奇科方言由于存在少量的文献，而被了解的稍多一些。因此，他们之间确切的遗传关系可能无法确定(米特胡恩,1999年)。
奇科语现已消失，其他迈杜语也是极度濒危和接近消失：目前使用东北和西北迈杜语分别只有1-2人，而使用南方迈杜语仅只1人(1994年,欣顿,2005年戈登的报告)。

## 遗传关系
迈杜语通常被认为于佩纽蒂安语门，它是加州佩纽蒂安语系中的原始语种之一(佩纽蒂安语的核心)。

## 民族背景
迈杜人(Maidu)，加利福尼亚印第安居民集团，操佩纽蒂语(Penutian)，原来的生活区域是︰自沙加缅度(Sacramento)河向东延伸到内华达山脊，主要集中在费瑟(Feather)河及亚美利加河流域。其文化有3种主要形式，各由其生境所决定——即河谷文化、山麓文化及山地文化。这3部分人的物质条件也各异；河谷居民生活富裕，而山地居民纬度越高，生活就越贫困。迈杜人以种籽、橡实为食，猎捕麋、鹿、熊、兔、野鸭、野鹅等禽兽，也捕捞鲑鱼、鳗鱼及其他水生动物。河谷居民建造大型、覆土的公共住房，山地居民则构筑柴草或树皮披屋。迈杜人的居民集团为一自治单位，各有其公共土地，活动时结成一体，但其成员可以散居於不同的居民点。迈杜人也有领袖，南部诸部落领袖为世袭，北部领袖则根据财富和名望获得地位，如果不孚众望，也可废黜。迈杜人和其他中部加利福尼亚印第安人一样，也信奉库克苏(Kuksu)教，有些仪式的目的是祈求好收成、多捕猎，或是避免洪灾或祓除疫病等，带有浓厚的自然主义色彩。20世纪晚期，只有不足200名迈杜人生活在山地社区中。 